# Макдональд, Кевин (психолог)
Кевин Б. Макдональд (англ. Kevin B. MacDonald, род. 24 января 1944) — американский конспиролог-антисемит и сторонник превосходства белых, бывший профессор психологии Университета штата Калифорния в Лонг-Бич.
В своих работах продвигает теорию заговора, что евреи стран Запада биологически эволюционировали, чтобы подрывать власть в странах своего проживания. Утверждает, что евреи этноцентричны и враждебны белым людям и что «евреи уничтожат США как белую страну».

## Биография

### Ранние годы
Макдональд родился в городе Ошкош, штат Висконсин. Его отец был полицейским, мать секретаршей.
Он закончил католическую школу и играл в старших классах в баскетбол. Макдональд учился в Висконсинском университете в Мадисоне и был радикальным активистом антивоенного движения примерно с 1965 по 1975 год. Он заметил, что большая часть членов движения происходила из евреев Восточного побережья, что пробудило в нём интерес к еврейским интеллектуалам.
Он получил степень доктора философии, разочаровался в религии и испытал большой интерес к психоанализу. Во время аспирантуры, Макдональда стала привлекать теория социобиологии Эдварда Уилсона, которая предполагает, что человеческое социальное поведение в какой-то степени определяется наследственными факторами.
Он также пробовал выступать как джазовый пианист, но в конце 70-х годов оставил это занятие, сосредоточившись на академической карьере. У профессора Макдональда двое взрослых детей от первого брака.

### Академическая карьера
Кевин Макдональд является автором семи книг по эволюционной психологии и развитию детей, а также автором или издателем более тридцати академических статей в реферируемых журналах.
Он получил степень бакалавра в Висконсинском университете в Мадисоне в 1966 году и степень магистра в Коннектикутском университете в 1976 году. Докторская степень была ему присвоена в 1981 году по специальности «Биоповеденческие науки» в Коннектикутском университете, где он работал под руководством профессора Бенсона Е. Гинзбурга, одного из отцов-основателей современной генетики поведения.
Макдональд закончил постдокторовскую программу совместно с Росс Парк в Департаменте психологии Иллинойсском университете в Урбане-Шампейне в 1983 году.
Он работал секретарём-архивариусом в Обществе Поведения и Эволюции Человека и являлся выборным членом руководящего органа этого общества с 1995 по 2001 год.
Макдональд был издателем журнала «Population and Environment», а также помощником издателя журнала «Sexuality & Culture». Он участвует в выпуске белонационалистического издания The Occidental Quarterly и публикуется на VDARE и National Vanguard — интернет-ресурсах, часто обвиняемых в расизме.
Также он работал с Департаментом психологии Университета штата Калифорния в Лонг-Бич с 1985 года и является полным профессором с 1995 года.

## Идеи

### Иудаизм как коллективная эволюционная стратегия
Макдональд наиболее известен благодаря своей трилогии, анализирующей иудаизм с позиций эволюционной психологии. Трилогия состоит из книг:
- Народ, который живёт сам по себе: Иудаизм как групповая эволюционная стратегия (1994);
- Обособленность и её разочарования: Вперед к эволюционной теории антисемитизма (1998);
- Культура критики (англ. The Culture of Critique; 1998).

Уже в первой книге он подчёркивает, что научную основу его работ составляет теория социальной идентичности, корни которой могут быть найдены как в иудаизме, так и антисемитизме, представляющих собой сочетание позитивных и негативных форм самоидентификации. Макдональд рассматривает иудаизм, как групповую эволюционную стратегию, способствующую конкуренции евреев с не-евреями и устойчиво позволившую выстоять еврейским диаспорам, несмотря на многочисленные неблагоприятные обстоятельства в лице геттоизации, насильственной ассимиляции и навязанной им социальной ниши.
Используя термин «еврейский этноцентризм», Макдональд предполагает что, что культивация иудаизма и обособленный образ жизни, вкупе с сохранением высокой этнической однородности, привели к групповой селекции, результатом которой стал, в том числе, чрезвычайно сильный «вербальный интеллект» и высокая коллективная сплочённость. Он останавливает внимание на r/K репродуктивных стратегиях, утверждая, что евреи преследуют К-стратегию, заключающуюся в меньшем количестве потомков с последующим серьёзным вложением «инвестиций» в их воспитание.
Как излагает позицию Макдональда, Ганс Айзенк в журнале Personality and Individual Differences:
Макдональд спорит о том, что когнитивное превосходство евреев происходит из исторического развития инбридинговой группы, религиозно-отделённой от окружающего большинства. Данный тезис сильно напоминает аргумент Н. Вейла, но Макдональд его очень значительно расширяет. 
Выдающееся превосходство евреев-ашкенази, в особенности по вербальному интеллекту, объясняется исторически, снова в контексте евгенического отбора. Вербальные способности были особенно полезными для достижения высокого статуса в тех немногих профессиях, которые были позволены евреям, и те преимущественно использовали вербальное обучение, обсуждения и религиозные споры в воспитании своих детей, при этом вознаграждая самых успешных наилучшим доступом к женщинам.

При этом Макдональд отмечает, что хотя сильный этноцентризм и принёс бесспорные преимущества, объединяя разрозненный еврейский этнос при помощи диаспор, но это также привело к резкой реакции со стороны народов, среди которых они жили. Он выделяет несколько исторических примеров, иллюстрирующих его выводы, включая антисемитизм в Римской империи и антисемитизм в Средние века.
Помимо этого, он полагает, что некоторые интеллектуальные продукты и учения, создаваемые представителями еврейского этноса завуалированного принижают «этноцентризм» других народов, способствуя наращиванию еврейского влияния в мире. Он указывает, что, фрейдистский психоанализ, марксизм и неоконсерватизм используют аргументы, нравящиеся не-евреям, не выпячивая при этом собственно еврейские интересы.

### Роль евреев в увеличении массовой иммиграции
Крайне правые группы и некоторые члены движений, выступающих за снижение иммиграции, давно указывали на значительную, если не центральную роль евреев в усилении массовой иммиграции в США и страны Западной Европы.
Макдональд повторил и в своих работах обосновал эти обвинения, указывая на «организованные еврейские общины» как на самую влиятельную группу, способствующую неограниченной иммиграции в США, а также указывая, что эта группа действует исключительно «в собственных интересах», не обращая внимания на интересы других американцев.
Утверждения Макдональда базируется на анализе периода до принятия Иммиграционного Акта 1965 года. До этого существовали жёсткие квоты на иммиграцию из каждой страны, и эти квоты давали известное преимущество иммигрантам из Европы. Согласно Макдональду, если некоторые этнические группы старались повысить квоты для своих стран (то есть греки для Греции, ирландцы для Ирландии и т. д)., то члены еврейской общины требовали (и получили это в 1965 году) вовсе не учитывать при иммиграции страну происхождения и увеличить иммиграцию вообще. Такая политика служила интересам неевропейских иммигрантов и имела огромные последствия для американской демографии в последующие десятилетия.
Макдональд также противопоставляет современную американскую иммиграционную политику куда более консервативной израильской. Макдональд цитирует Леонарда Гликмана из Общества Помощи Еврейским Эмигрантам, который написал в онлайновом еврейском журнале: «Чем более полиэтнично американское общество тем в большей безопасности находятся евреи».
Макдональд излагает свои взгляды на эмиграцию на сайте VDARE:
Почему члены еврейского сообщества, которое на протяжении веков боролось за сохранение собственной идентичности, столь активны в борьбе против сохранения идентичности наций, среди которых они живут, является весьма интересным вопросом… Многие из этих усилий делаются более или менее тайно, с тем чтобы не возбуждать антиеврейских чувств.
Макдональд указывает что даже еврейский активист Стевен Стейнлайт, возражающий против массовой иммиграции, делает это исключительно на основе этноцентризма: «Наше современное привилегированное положение, успех и власть не исключают нас из исторического процесса, а история не закончилась, даже в Америке».
Джон Дербишир, которого самого обвиняли в антисемитизме, критиковал этот тезис в своём обзоре «The Culture of Critique» в журнале «The American Conservative». Приводя мнение Макдональда о том, что «этнические интересы белых американцев заключаются в создании этнически и культурно гомогенного общества», он говорит:
Если говорить о том, что Израиль чем-то похож на Америку времен отцов-основателей, то на меня аргумент Макдональда не производит должного впечатления. Это любимый аргумент антисемитов и израилефобов, заключающийся в том, что евреи демонстрируют двойные стандарты, поддерживая мультикультуризм в Америке и в то же время добиваясь еврейского этнического доминирования в Израиле.
Если, конечно, не считать этническое доминирование в рамках определённого ограничивающего законодательства аморальным — а я так не считаю, и очевидно, что Кевин Макдональд так тоже не считает — оно может быть основанием для стабильной и успешной нации. Нация, которая может этого добиться и поддерживать такое состояние, поступает правильно.

США же не в состоянии этого добиться? Поскольку слишком много американцев (много больше 3 %) — считают, что такой подход нарушает конституционные принципы.
В своем ответе Макдональд указал, что Дербишир сам признал тот факт, что критика роли еврейского сообщества в американской общественной жизни может сильно повредить карьере, и предположил, что Дербишир просто испугался того, что его признают виновным в «еврейских делах». Он указал, что
Дербишир живёт в игрушечном мире, где интересы евреев считаются законными и где евреи пытаются достичь этих своих интересов, что иногда раздражает. Но этого не стоит бояться или тем более расценивать как нечто злокачественное.

### Макдональд и неоконсерватизм
Макдональд опубликовал статью в журнале «Западный Ежеквартальник» о предположенной им связи между неоконсерватизмом и несколькими другими (предположительно, руководимыми евреями) влиятельными интеллектуальными и политическими движениями.
Он указал, что
при рассмотрении этого явления в целом неоконсерватизм можно считать великолепной иллюстрацией главных факторов, стоявших за успехом еврейских активистов: этноцентризм, интеллектуальное и материальное богатство, агрессивность.
Он указывает, что неоконсерватизм в целом соответствует общим схемам политической и интеллектуальной активности евреев в двадцатом столетии.
Поскольку профессор философии Лео Штраус, еврей, является центральной фигурой в неоконсерватизме и учил многих видных основателей неоконсерватизма, Макдональд назвал его «раввинского типа гуру, окружённого преданными учениками».
Макдональд указывает, что не-еврейские неоконсерваторы типа Джин Киркпатрик или Дональда Рамсфильда являются доказательством возможности рекрутирования в еврейское интеллектуальное движение влиятельных неевреев при сохранении еврейской основы движения и беззаветной преданности еврейским интересам:
Для любого движения важно, чтобы его представители среди народа выглядели бы также как те, кого они собираются убедить.
Он считает важным, что неоконсерваторы привержены политике массовой иммиграции, что весьма нехарактерно для консерваторов прошлого и идентично либеральному еврейскому мнению.

## Отзывы

### Положительные отзывы
Работы Макдональда получили положительные отзывы от Ганса Айзенка, Ричарда Линна, Хармон Холкомба, Джона Хартунга и Френка Солтера. Хотя после публикации второй и третьей книг ряд авторов высказался в более негативном ключе.
Так, всемирно известный профессор Института психологии при Лондонском университете, Ганс Айзенк в своём обзоре первой книги Макдональда признает, что этническая чистота всегда была востребована для евреев, что ставит вопрос являются ли они религиозной, национальной или расовой группой. Работа Макдональда, по его мнению, являются важным вкладом в изучение репродуктивной стратегии и самоотбора, потенциально позволяющие протестировать евгенические принципы и теорию r-K селекции. По мнению Айзенка, используя евреев как пример для исследования, Макдональд тщательно анализирует их историю в контексте представлений, что «евреи всегда следовали определённым традициям, которые в совокупности являются очевидной евгенической стратегией». В целом же, труд Макдональда «является развлекающим и интригующим повествованием о тысячелетнем опыте миллионов людей, которому, конечно, недостает методологической утончённости», но тем не менее его исследование представляет собой оригинальную творческую работу в духе «Эволюции, Человека и Общества» С. Д. Дарлингтона.

### Обвинения в ненаучности
- Академик Джефф Шатц обвинил Макдональда в неправильном интерпретировании и неправильном использовании своей работы.
- Евгений Шенфельд, заслуженный профессор социологии в университете Штата Джорджия, считает, что работы Макдональда весьма спорны и используют «исторические инциденты, которые могут использоваться, чтобы поддержать его тезисы, удобно опуская другие, могущие оспорить их.»
- Академик Джонг Туби, президент Общества поведения человека и эволюции, профессор антропологии Калифорнийского университета в Санта-Барбаре, указал, что Макдональд базирует свои идеи на теории групповой селекции, которая считается в значительной степени дискредитированной, и что нет оснований предполагать, что евреи являются группой, генетически отличной от прочего населения.
- Всемирно известный профессор психологии Стивен Пинкер заявил, что тезисы Макдональда не представляют научного интереса и не выдерживают научной критики. Идеи Макдональда, как они представлены в суммарном виде в качестве предпосылки для дальнейших исследований, не представляют научного интереса по следующим причинам:

1. Утверждая, что евреи пропагандируют научные теории исключительно в силу своего еврейства он тем самым автоматически выступает за рамки научной дискуссии и дискутировать на эту тему есть просто потеря времени. «Макдональд уже объявил что я отвергну его идеи просто в силу того что я еврей, так какой тогда смысл спорить с ним?»
2. Главный тезис Макдональда — групповая селекция поведенческой адаптации и генетическая обусловленность поведенческих реакций этнических групп — противоречит большому количеству экспериментальных данных, а также теориям Туби, Космидес и ряда других известных специалистов по эволюционному поведению. Конечно, любое положение можно оспорить, однако не видно, чтобы Макдональд доказал свою правоту или указал на ошибки большинства.
3. Тезисы Макдональда, хотя и могут быть обсуждаемы по отдельности в академическом ключе, вместе складываются в крайне отталкивающий портрет еврея, к тому же написанный весьма эмоциональным и резким языком, не свободным от оценочности. Невозможно отделаться от ощущения что перед нами не просто научная гипотеза.
4. Его аргументы, как они представлены в суммарном виде, не имеют двух основных критериев научной достоверности, а именно:
- - наблюдений за контрольной группой (в нашем случае — другой группы национальных меньшинств);
  - сравнения с альтернативной гипотезой (скажем, весьма убедительным анализом Томаса Соуэлла о «национальных меньшинствах — перекупщиках», таких как евреи, представленных в его диссертации).

### Обвинения в пропаганде антисемитизма
Факультет психологии Университета штата Калифорния в Лонг-Бич, а также академический сенат, формально отстранились от его работы, обвиняя его в антисемитизме и национализме.
Многие учёные обвиняли Макдональда в антисемитизме. Коллега Макдональда, Мартин Фобер раскритиковал его за то, что написанные им работы часто цитируются сторонниками превосходства «белой расы», членами антисемитских радикальных организаций и неонацистов.
В октябре 2004 года во время церемонии вручения литературной премии от «Ежеквартальных Размышлений» профессор использовал эту трибуну для призывов к созданию этнически белого государства с целью поддержки уровня рождаемости у белых.
Однако сам Макдональд отрицает свою принадлежность или какие либо контакты с экстремистскими группами.
Правозащитная антирасистская группа Southern Poverty Law Center называет Макдональда автором расистских и антисемитских сочинений и «любимым учёным неонацистского движения». Доктор политологии Хайди Бейрич сравнивает книги Макдональда с «Mein Kampf» Адольфа Гитлера.
Журналист Марк Поток заявил, что Макдональд «облек антисемитизм в научные одежды». По его мнению
Работы Кевина Макдональда — не более чем приправленный наукой антисемитизм. Прежде всего он пытается доказать, что евреи навязывают нам свои собственные проблемы и решения. <…> Его работы являются знаменем едва ли не каждой неонацистской группировки в Америке.

## Разное

### Другие исследования
Макдональд также писал работы о других этнических группах, как особенности поведения и социализации в китайских и ассирийских диаспорах, находящихся за рубежом.

### Макдональд и Дэвид Ирвинг
Макдональд свидетельствовал в пользу Дэвида Ирвинга в его неудачном судебном иске против Деборы Липштадт, которая объявила Ирвинга «отрицателем Холокоста». Его участие в этом процессе вызвало негативную реакцию со стороны коллег.
Показания Макдональда базировались на его теории межгрупповых конфликтов и ставили под вопрос решение издательства St. Martin’s Press не издавать книгу Ирвинга.
Макдональд предположил, что книга Ирвинга о Геббельсе была отвергнута издательством не по научным соображениям, но под давлением «еврейских активистов», «авторов газетных передовиц» и «людей, подобных Деборе Липштадт».

## Книги и монографии
- MacDonald, K. B. Understanding Jewish Influence: A Study in Ethnic Activism, with an Introduction by Samuel Francis, (Occidental Quarterly November, 2004) ISBN 1-59368-017-1 Introduction online
- Burgess, R. L. & MacDonald, K. B. (Eds). Evolutionary Perspectives on Human Development, 2nd ed., (Sage 2004) ISBN 0-7619-2790-5
- MacDonald, K. B. The Culture of Critique: An Evolutionary Analysis of Jewish Involvement in Twentieth-Century Intellectual and Political Movements, (Praeger 1998) ISBN 0-275-96113-3 (Preface online)
- MacDonald, K. B. Separation and Its Discontents Toward an Evolutionary Theory of Anti-Semitism, (Praeger 1998) ISBN 0-275-94870-6
- MacDonald, K. B. A People That Shall Dwell Alone: Judaism As a Group Evolutionary Strategy, With Diaspora Peoples, (Praeger 1994) ISBN 0-595-22838-0
- MacDonald, K. B. (Ed)., Parent-child Play: Descriptions and Implications,. (State University of New York Press 1993)
- MacDonald, K. B. (Ed). Sociobiological Perspectives on Human Development, (Springer-Verlag 1988)
- MacDonald, K. B. Social and Personality Development: An Evolutionary Synthesis (Plenum 1988)

### Критика трудов Макдональда
- Slate: «Evolutionary Psychology’s Anti-Semite»
- Open letter by Judith Shulevitz to John Tooby about MacDonald
- Scholarship as an Exercise in Rhetorical Strategy: A Case Study of Kevin MacDonald’s Research Techniques